# Erbsensträucher
Die Erbsensträucher (Caragana) sind eine Pflanzengattung in der Unterfamilie Schmetterlingsblütler (Faboideae) innerhalb der Familie der Hülsenfrüchtler (Fabaceae). Die 80 bis 100 Arten sind im gemäßigten Asien und in Osteuropa verbreitet.

## Beschreibung

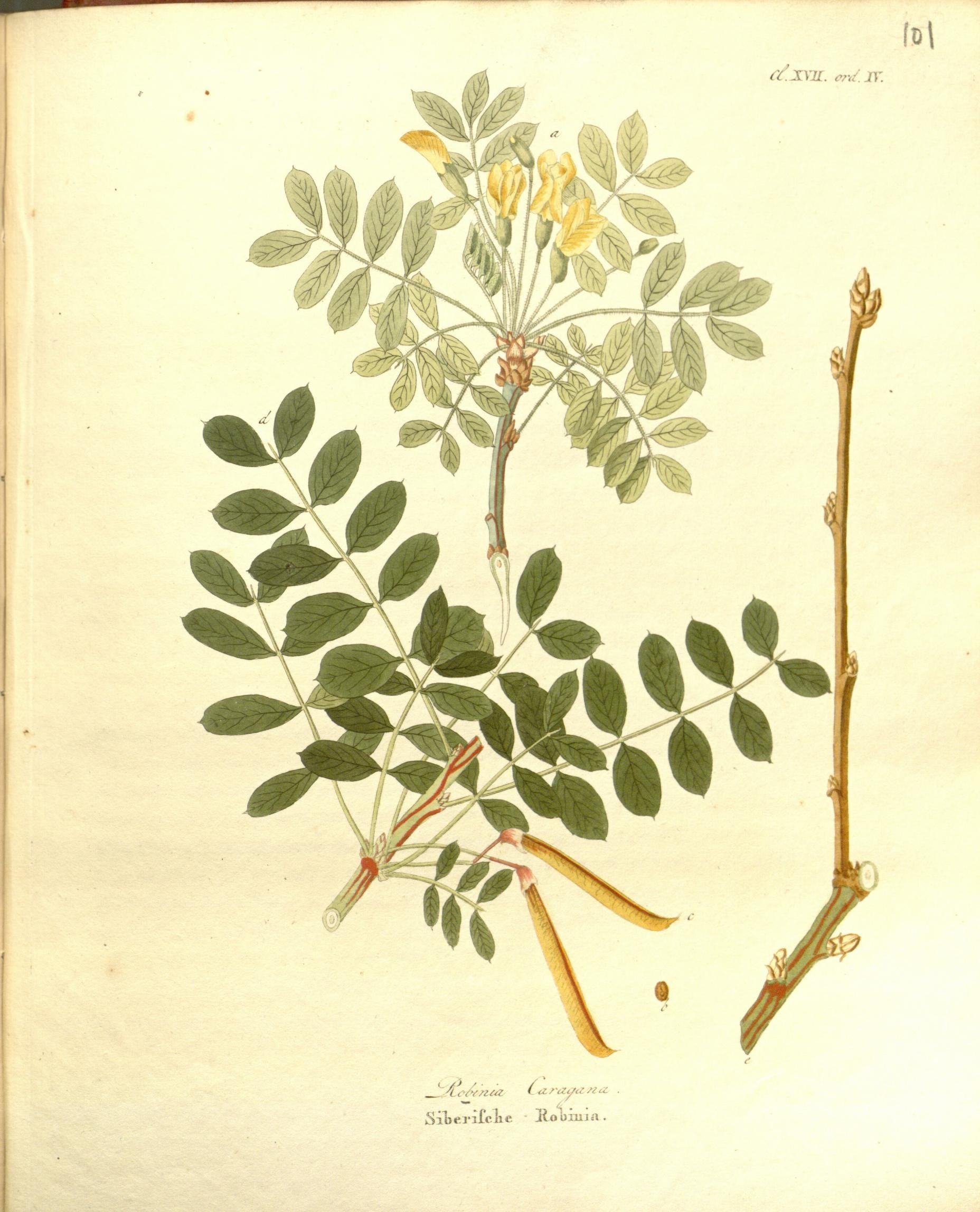
Illustration aus Afbeeldingen der fraaiste, meest uitheemsche boomen en heesters, Tafel 101 des Gewöhnlichen Erbsenstrauch (Caragana arborescens)

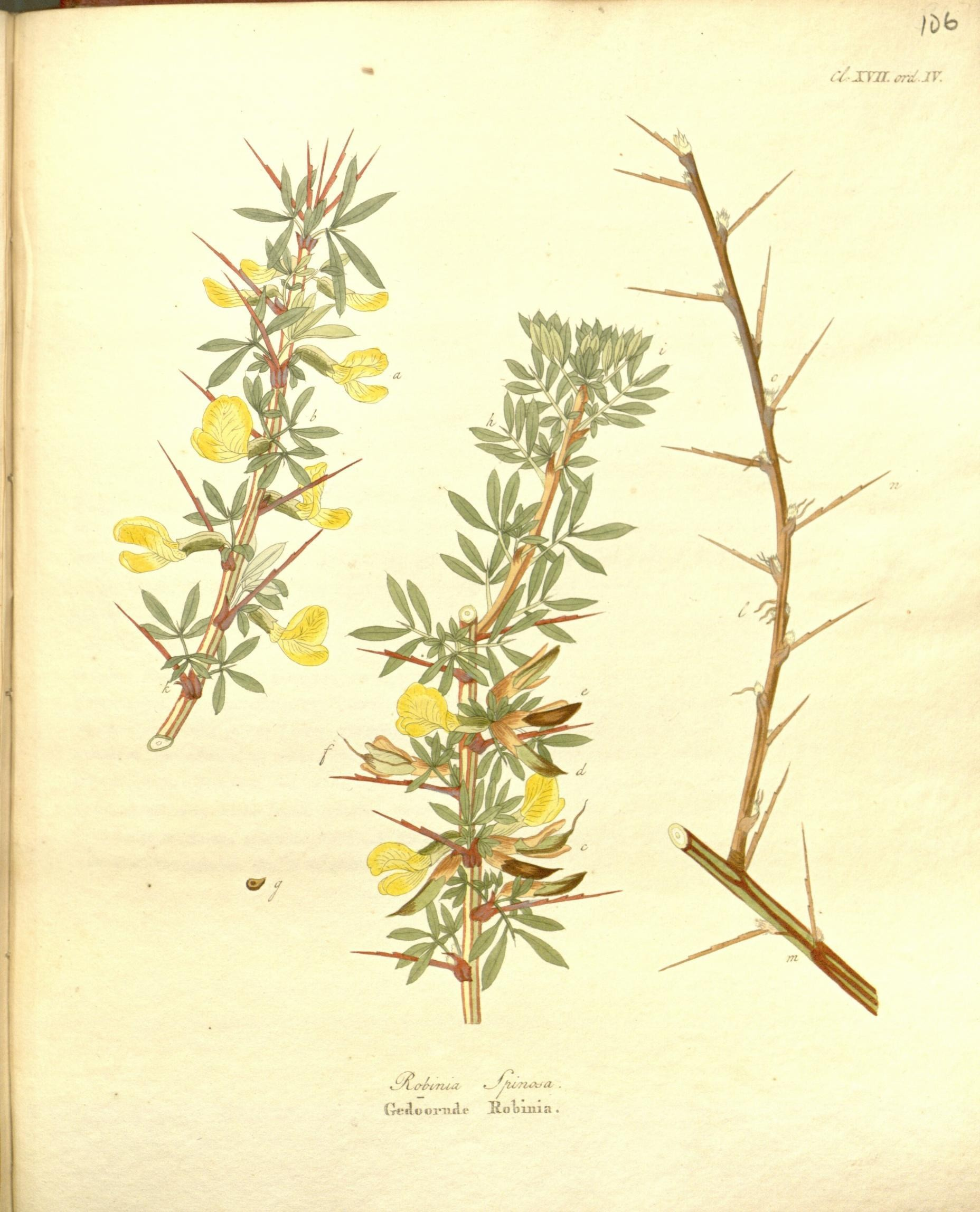
Illustration aus Afbeeldingen der fraaiste, meest uitheemsche boomen en heesters, Tafel 106 des Dornigen Erbsenstrauch (Caragana spinosa (L.) DC.)

### Vegetative Merkmale
Caragana-Arten sind verholzende Pflanzen und wachsen als sommergrüne Sträucher oder selten kleine Bäume und erreichen Wuchshöhen von 1 bis 6 Metern.
Die wechselständig und manchmal gehäuft angeordneten Laubblätter sind in Blattstiel und -spreite gegliedert. Die paarig gefiederten Blattspreiten besitzen vier bis zwanzig Fiederblättchen. Die Fiederblättchen sind ganzrandig und ihr oberes Ende ist oft scharf zugespitzt. Der Blattstiel und die -rhachis fallen ab oder sind lange haltbar; bei den Arten, bei denen siw haltbar sind, verholzen sie oft und werden zu einem Dorn umgebildet. Die haltbaren oder früh abfallenden, relativ kleinen Nebenblätter sind pfriemförmig oder stachelförmig.

### Generative Merkmale
Die Blüten stehen seitenständig einzeln oder zu zweit bis fünft bündelig oder in doldigen Blütenständen zusammen. Die Hochblätter sind oft pfriemförmig. Der Blütenstiel ist gegliedert. Es können ein bis mehrere  pfriemförmige Deckblätter vorhanden sein oder fehlen.
Die zwittrigen Blüten sind zygomorph und fünfzählig mit doppelter Blütenhülle. Der Kelch steht schräg auf dem Blütenstiel. Die fünf Kelchblätter sind röhrig oder glockenförmig verwachsen. Von den fünf dreieckigen oder verlängerten Kelchzähnen sind oder oberen zwei meist kleiner; ihre Basis kann sackförmig sein. Die Blütenkronen weisen die typische Form der Schmetterlingsblüten auf. Die Kronblätter sind zitronengelb bis orangefarben, selten rötlich, rosa- bis purpurfarben oder weiß. Die hell-gelbe oder orange-rote Fahne ist eiförmig oder fast kreisförmig. Flügel und Schiffchen sind oft geöhrt. Die Flügel sind schief länglich. Das Schiffchen ist gerade mit stumpfem Ende. Neun der zehn Staubblätter sind untereinander verwachsen. Die Staubbeutel sind gleich. Das meist fast sitzende einzelne, oberständige Fruchtblatt enthält viele Samenanlagen. Der gerade oder etwas nach innen gebogene Griffel endet in einer Narbe.
Die meist ungestielten Hülsenfrüchte sind schlank, zylindrisch oder abgeflacht, bei Reife strohfarben, öffnen sich mit zwei Fruchtklappen und enthalten viele Samen.

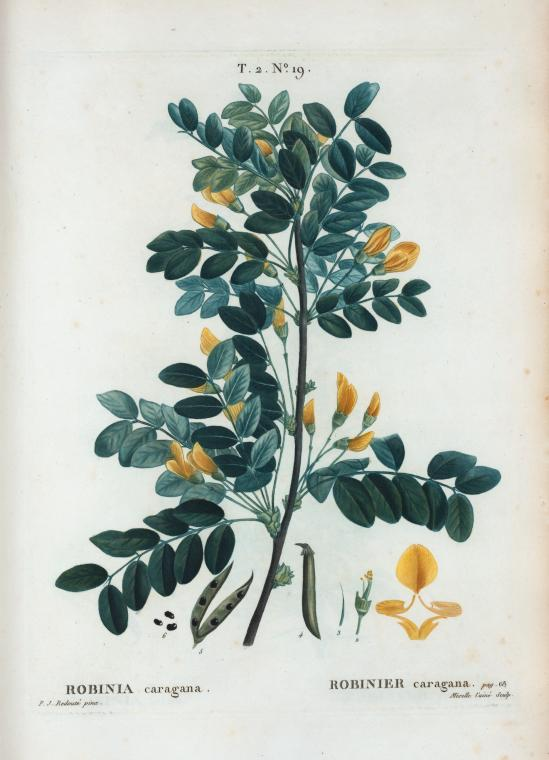
Illustration von Pierre-Joseph Redouté des Gewöhnlichen Erbsenstrauch (Caragana arborescens)

Verbreitungsgebiet der Erbsensträucher (Caragana)

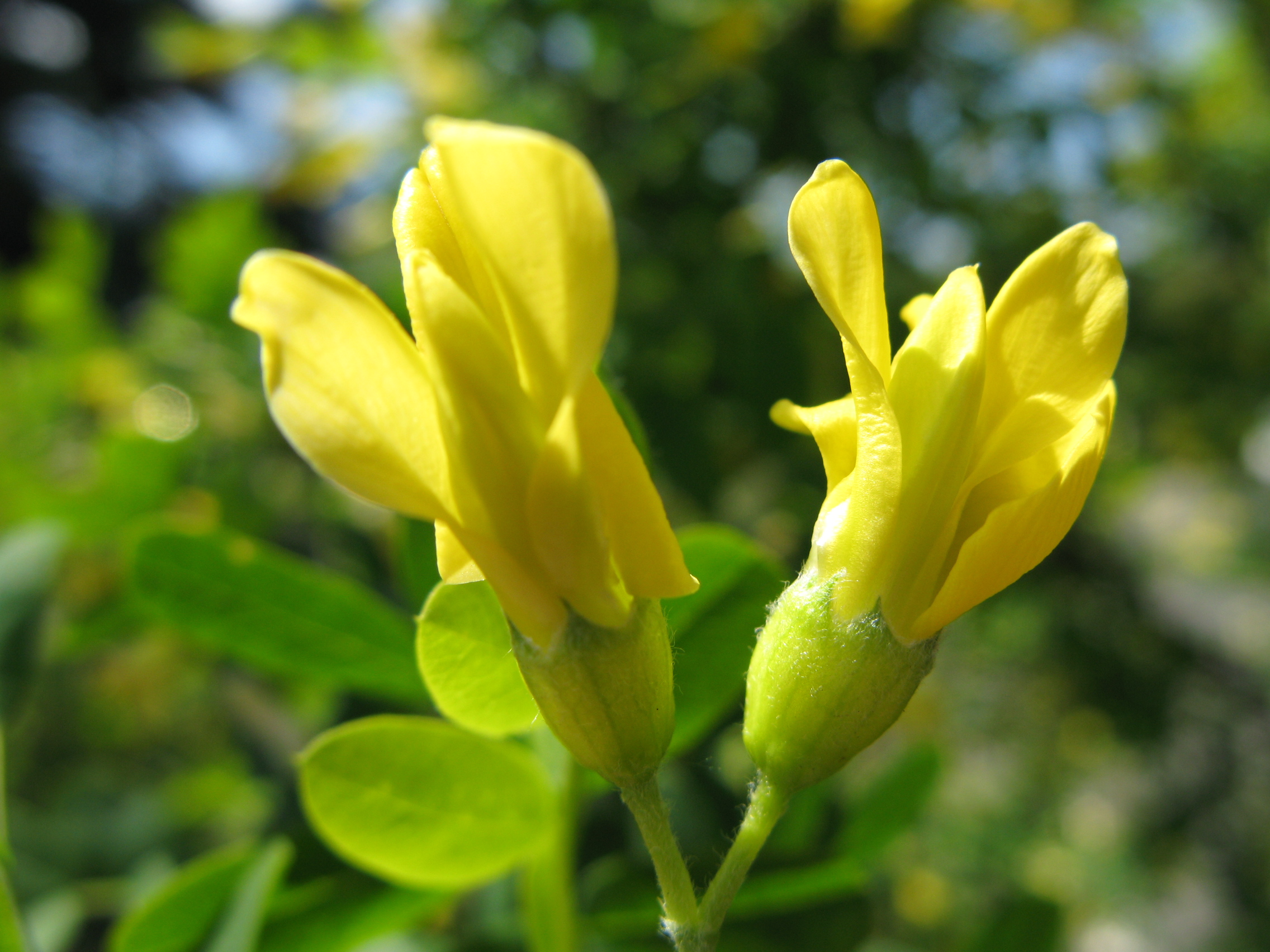
Gewöhnlicher Erbsenstrauch (Caragana arborescens)

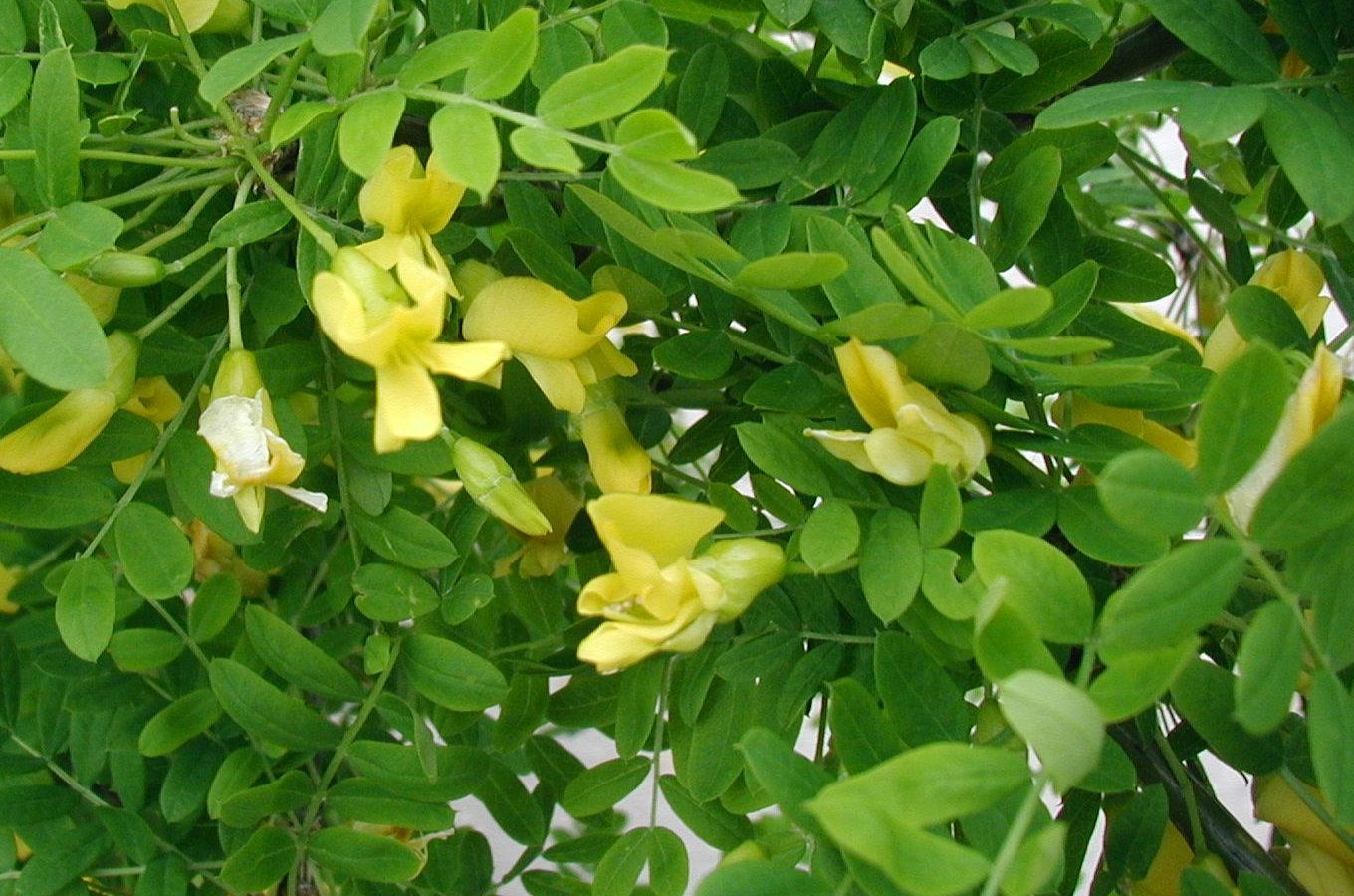
Gewöhnlicher Erbsenstrauch (Caragana arborescens)

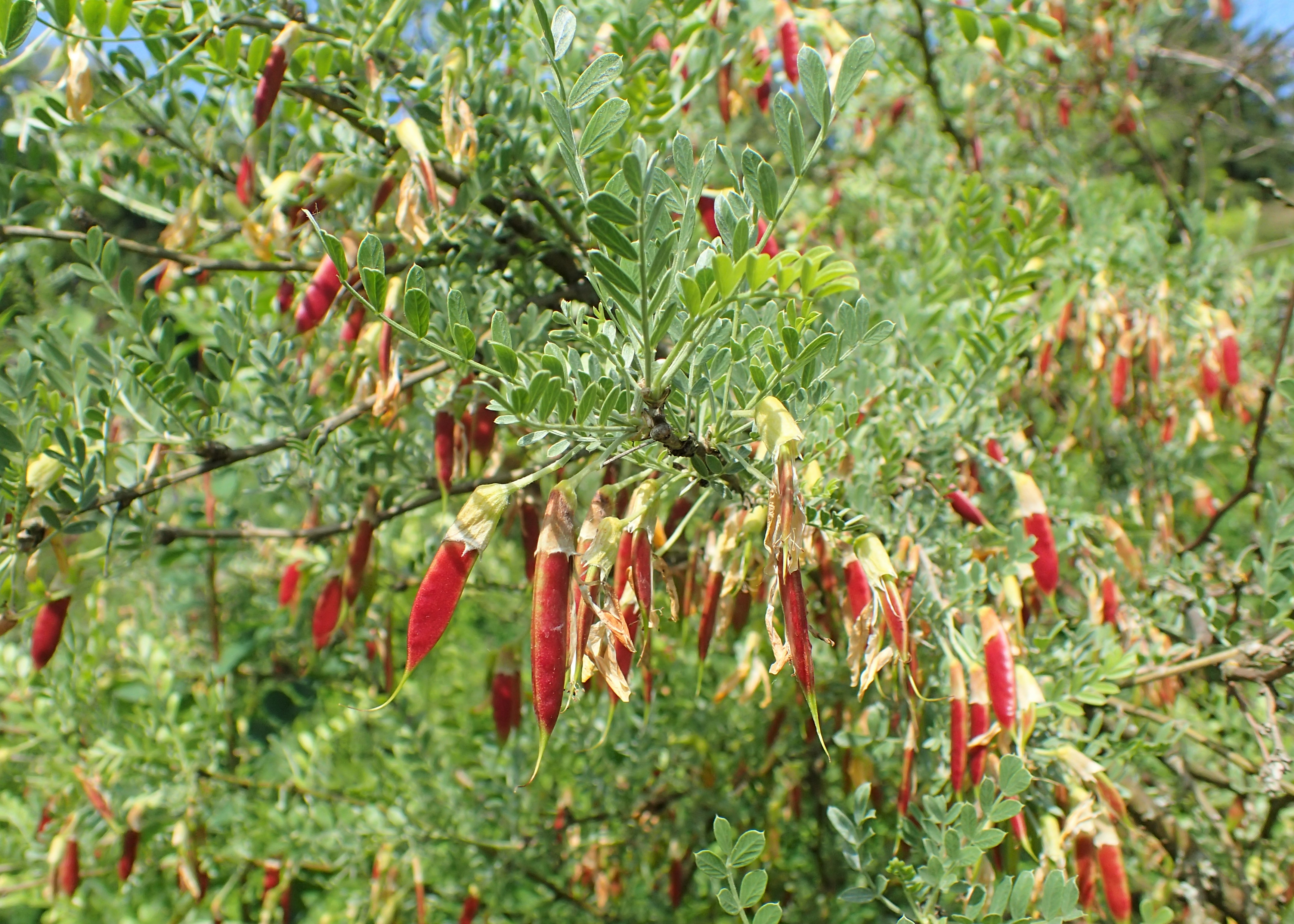
Orangeblütiger Erbsenstrauch (Caragana aurantiaca) mit Früchten

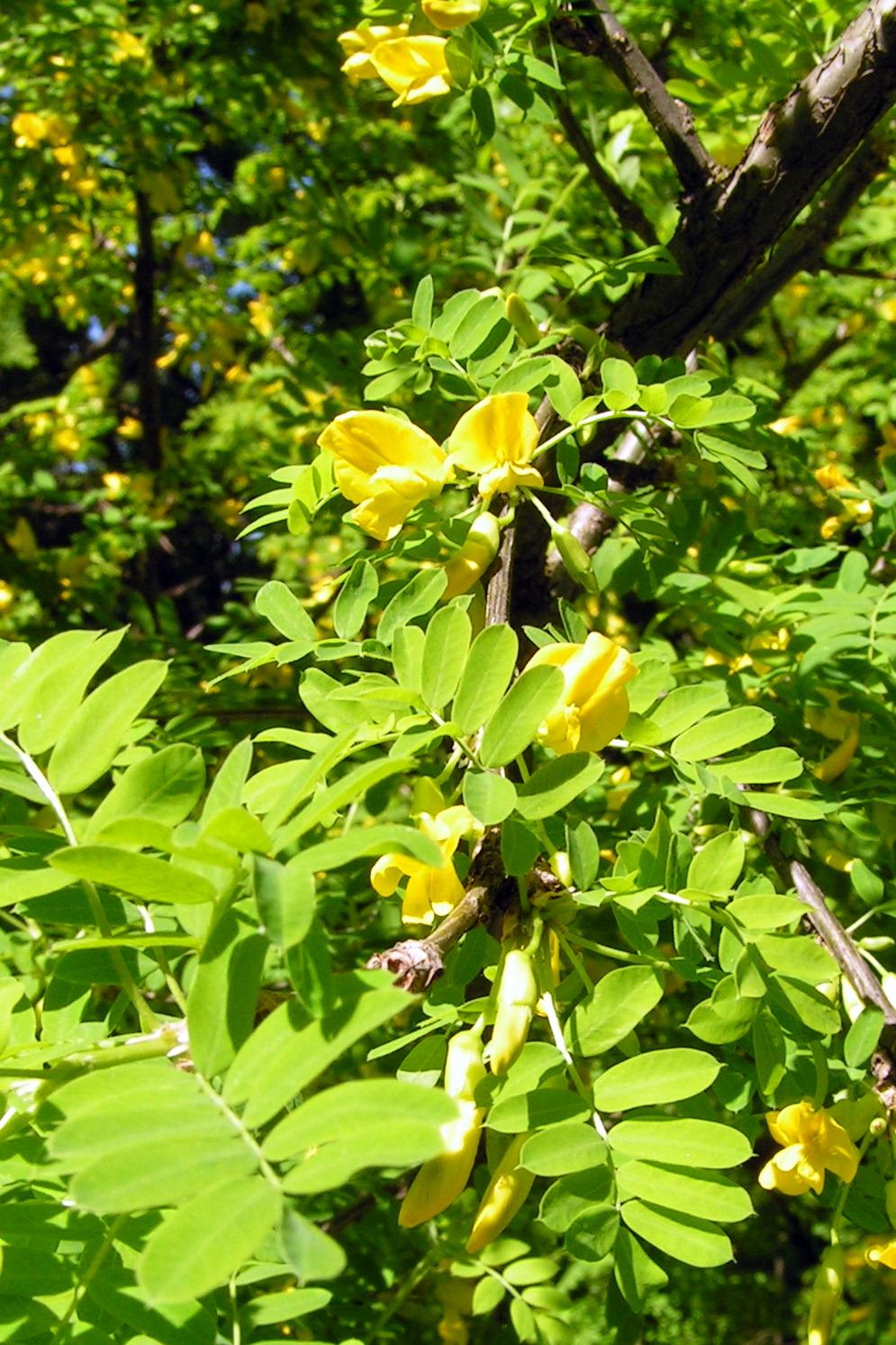
Caragana boisii

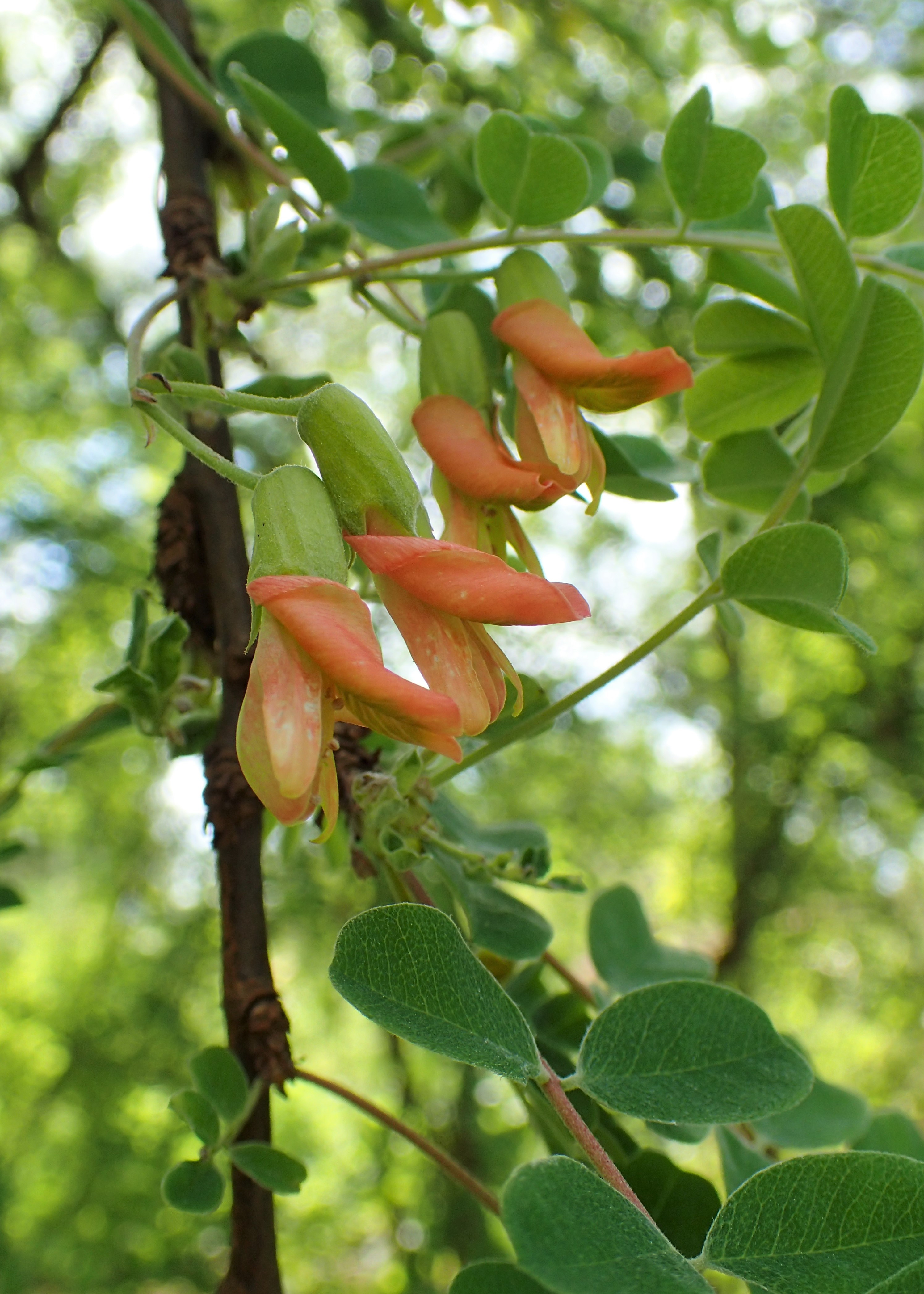
Caragana brevispina

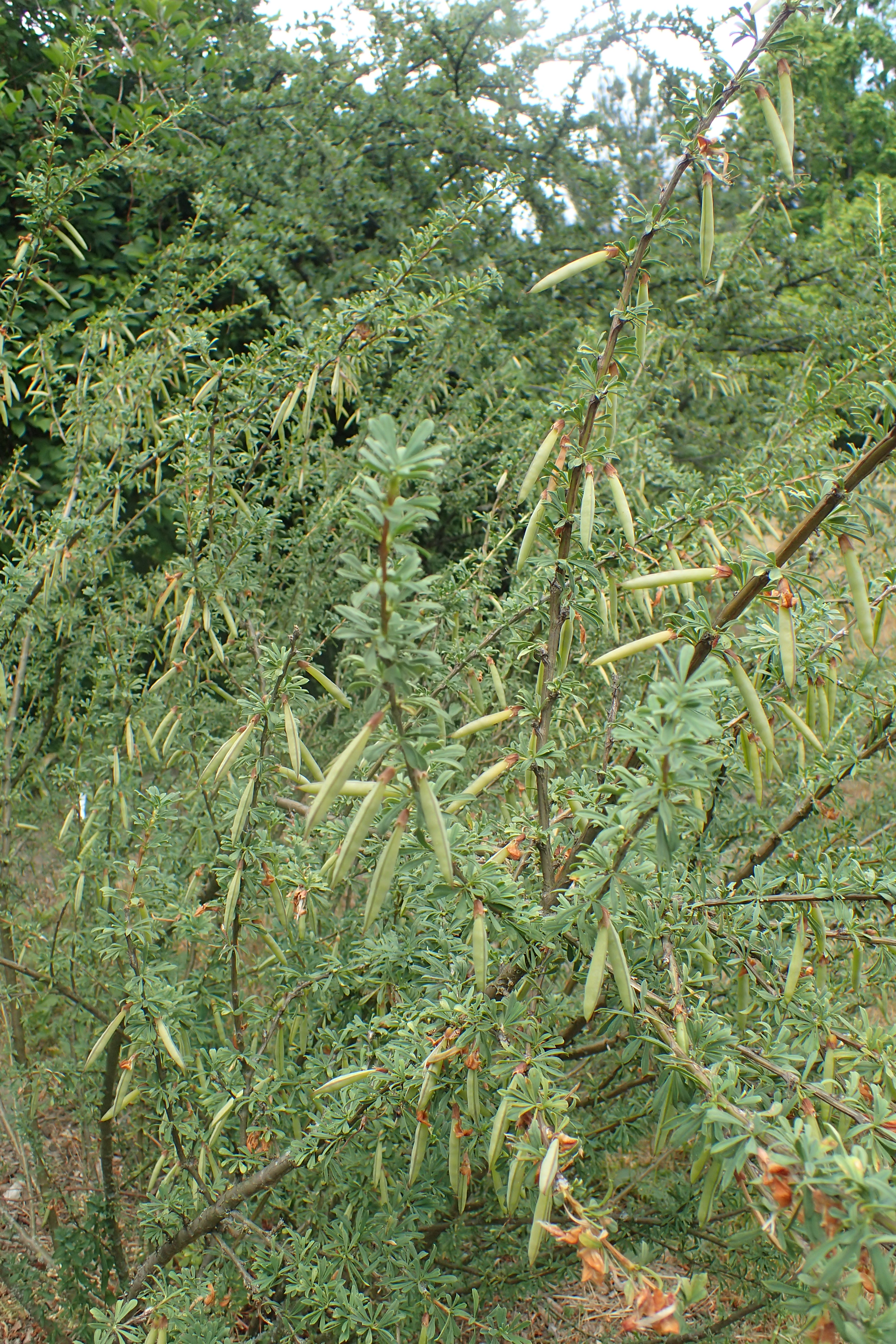
Caragana erinacea mit Früchten

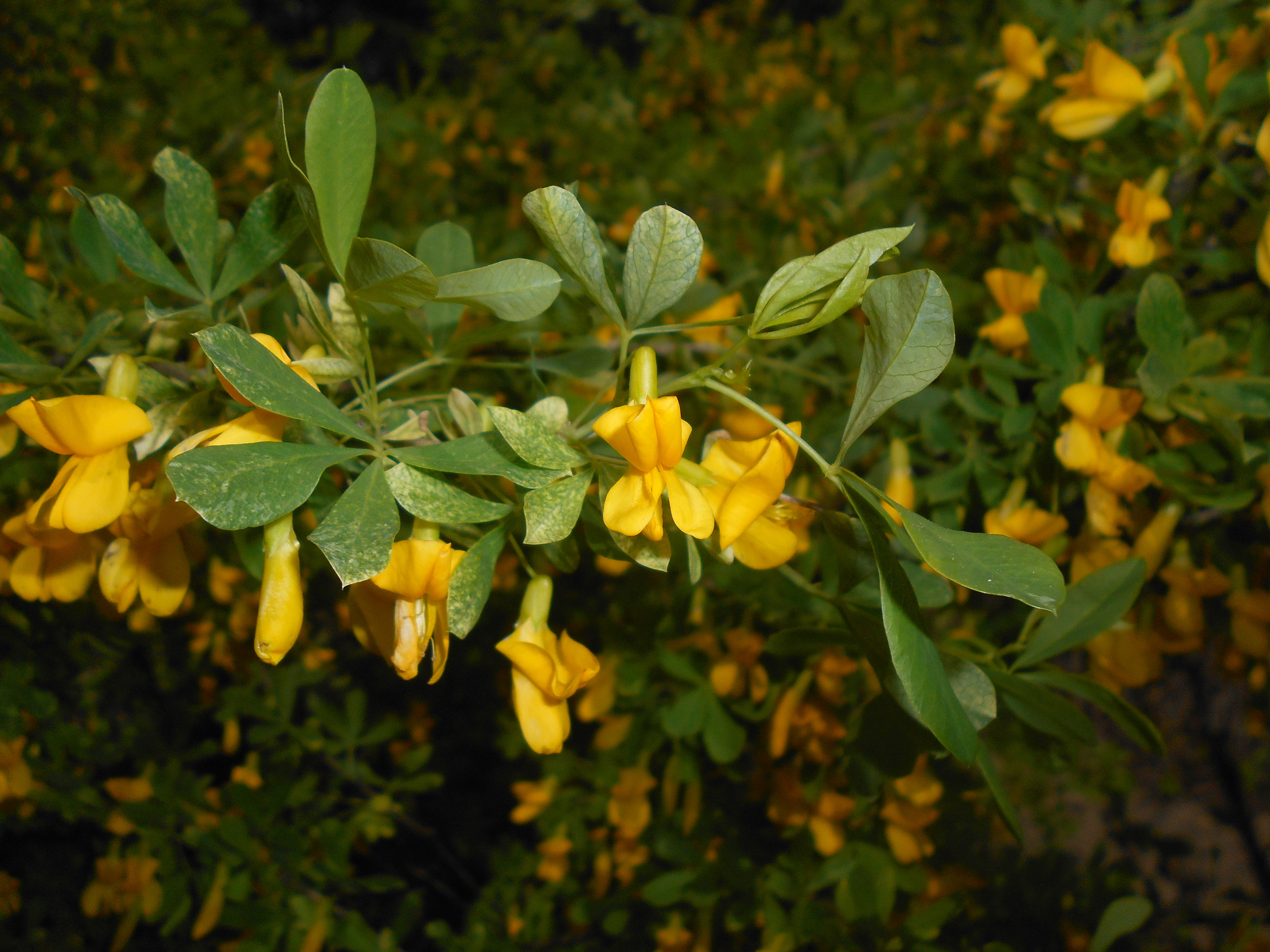
Busch-Erbsenstrauch (Caragana frutex)

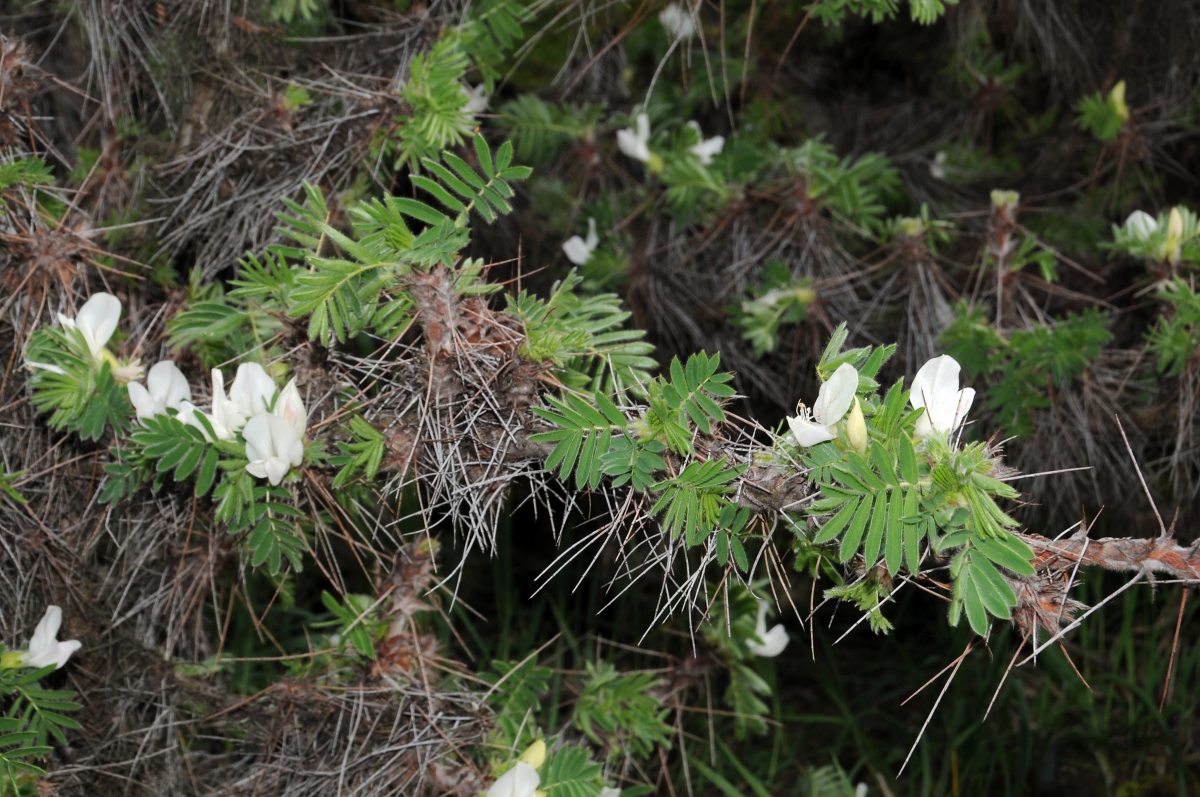
Mähnen-Erbsenstrauch (Caragana jubata)

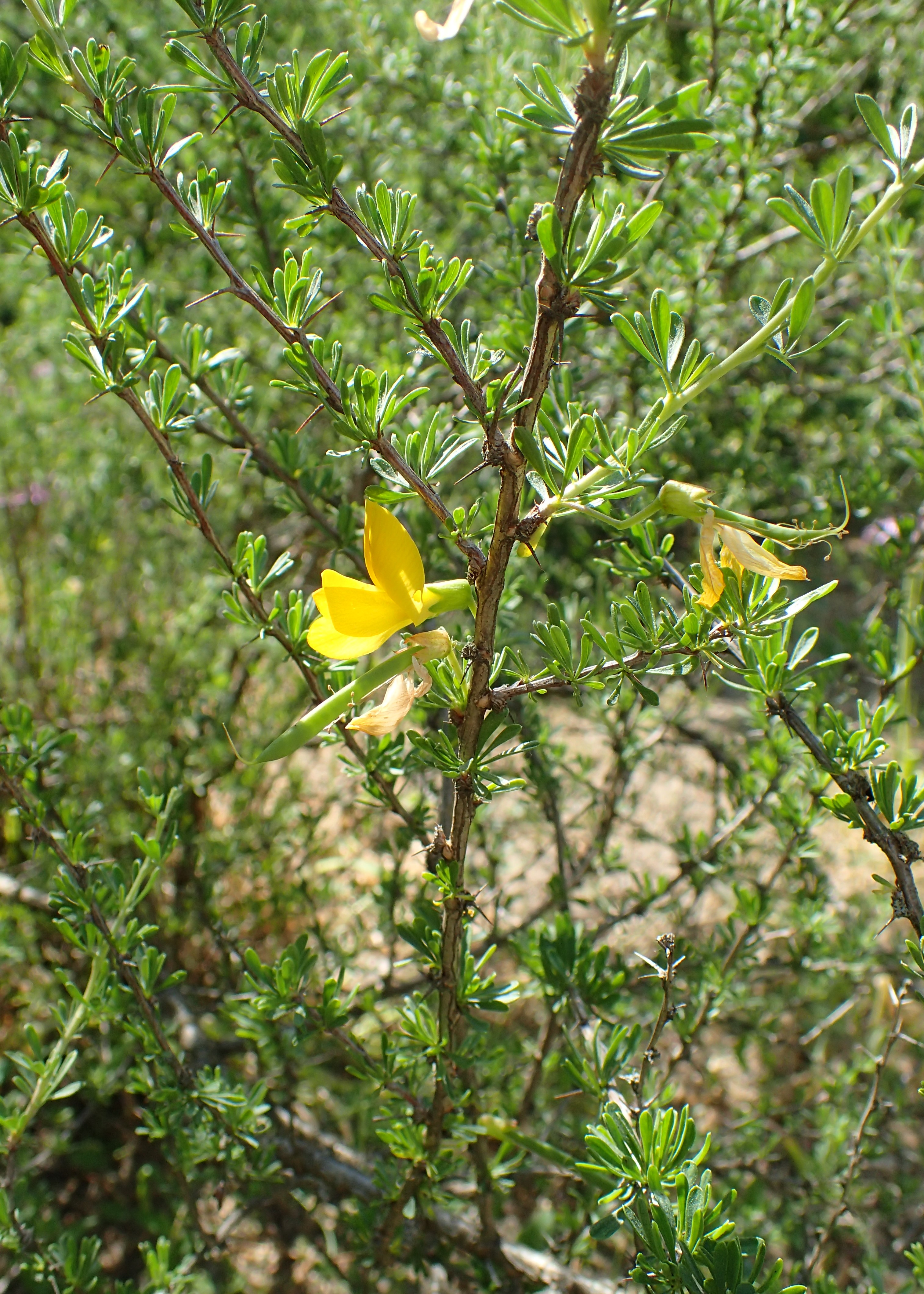
Caragana leucophloea

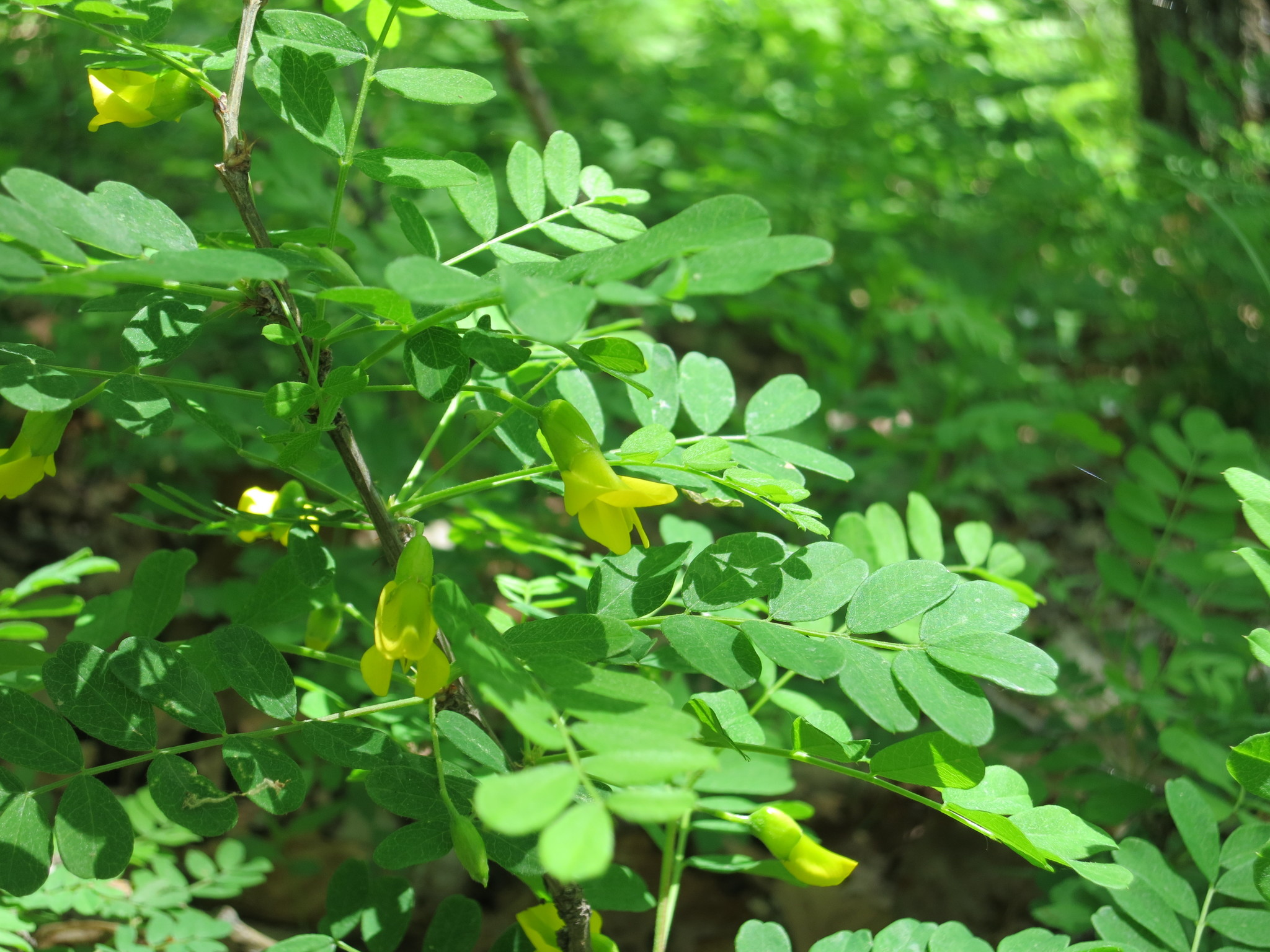
Caragana manshurica

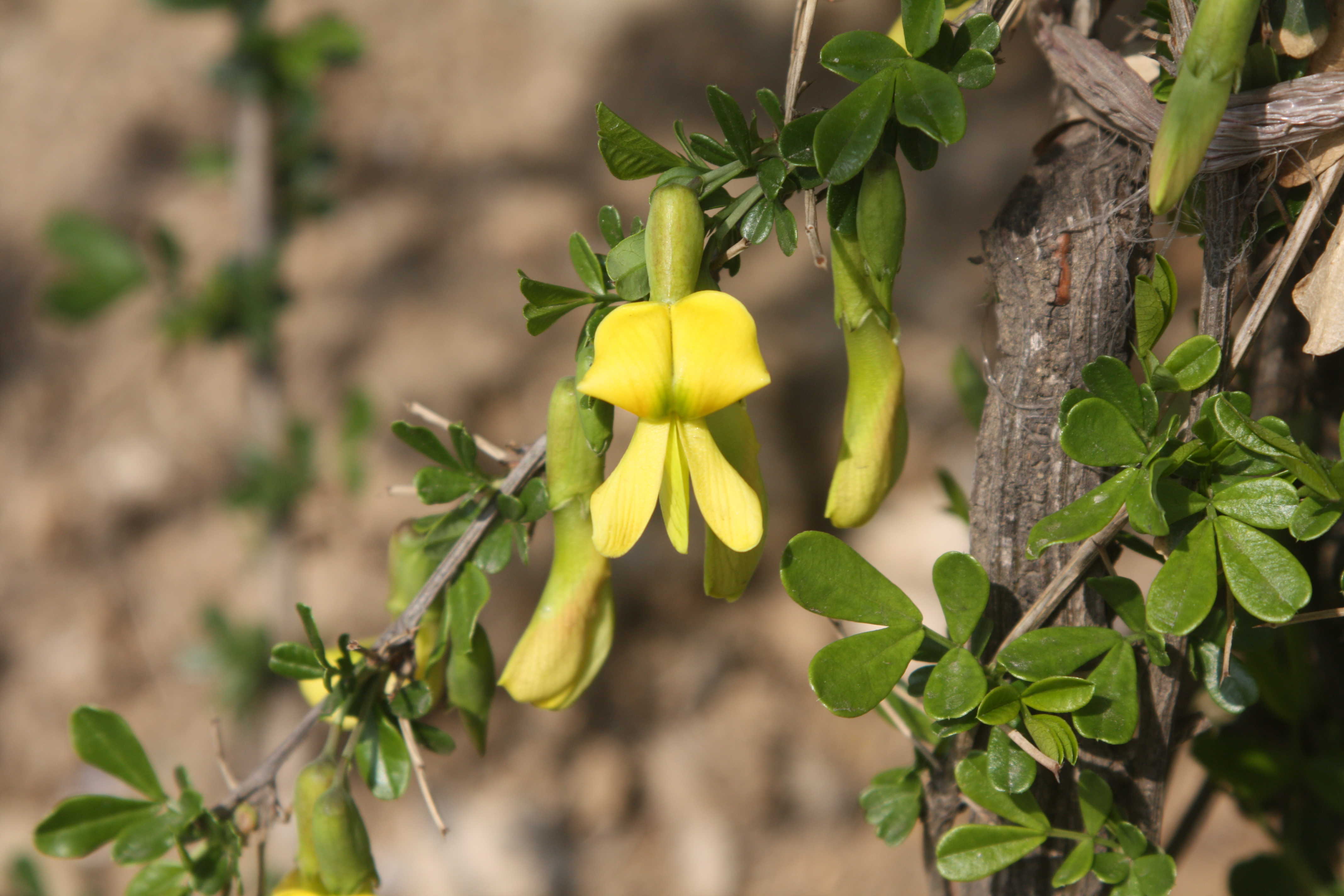
Chinesischer Erbsenstrauch (Caragana sinica)

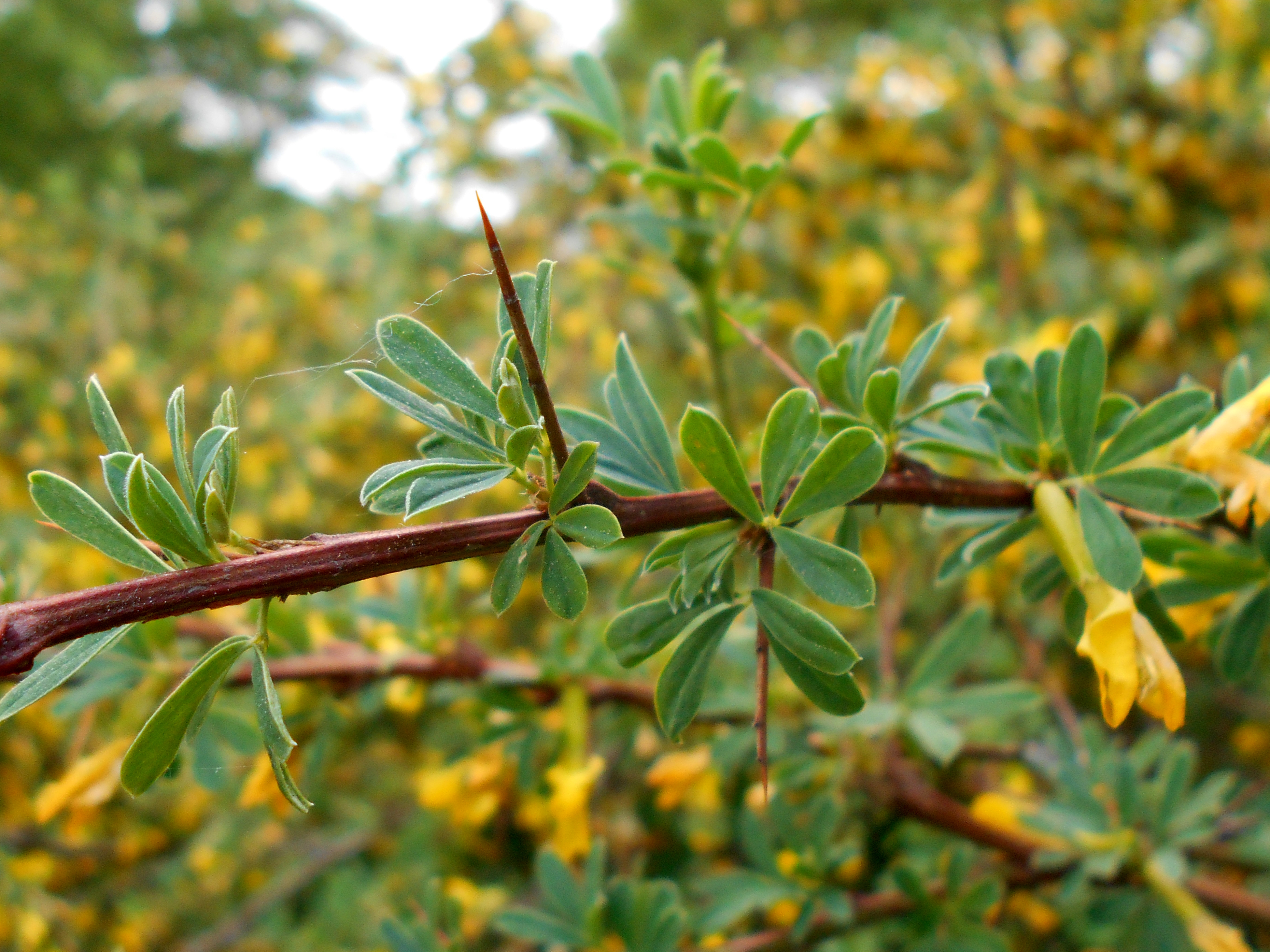
Dorniger Erbsenstrauch (Caragana spinosa)

## Systematik

### Taxonomie
Die Gattung Caragana wurde 1763 durch Philipp Conrad Fabricius in Enumeratio Methodica Plantarum, Seite 421 aufgestellt. Typusart ist Caragana arborescens Lam. Die Erstveröffentlichung des Homonym Caragana Lam. erfolgte 1783–1785 durch Jean-Baptiste Lamarck in Encyclopédie méthodique. Botanique. Tome 1, XLIV, 752, Panckoucke, Paris, Plomteux, Liége.

### Äußere Systematik
Die Gattung Caragana war schwierig in eine Tribus einzuordnen und war lange Zeit in der Tribus Galegeae und dann kurze Zeit in der Tribus Hedysareae enthalten. Molekulargenetische Daten zeigen nach Ranjbar et al. 2015 und Duan et al. 2016, dass die Gattung Caragana zur Subtribus Caraganinae aus der Tribus Caraganeae in der Unterfamilie Faboideae innerhalb der Familie Fabaceae gehört. Die Tribus Caraganeae enthält nach Duan et al. 2021 nur die Gattung Caragana. Die Tribus Caraganeae wurde durch Ranjbar und Karamian 2003 aufgestellt.

### Innere Systematik
Die Gattung Caragana wird bei Zhang et al. 2009 in fünf Sektionen und zwölf Serien gegliedert.

### Arten und ihre Verbreitung
Die 80 bis 100 Arten sind im gemäßigten Asien und in Osteuropa verbreitet. Viele Caragana-Arten sind in Zentral- und Ostasien verbreitet. Einige Arten wurden durch den Menschen in Europa und Nordamerika eingeführt. In China gibt es 66 Arten, davon sind 32 kommen nur dort vor. In Xinjiang allein kommen 27 Caragana-Arten vor.
Es gibt 80 bis 100 Caragana-Arten:
- Caragana acanthophylla Kom. (Syn.: Caragana acanthophylla subsp. macrocalyx Yakovlev, Caragana arcuata Y.X.Liou): Sie kommt in Zentralasien in Kasachstan, Kirgisistan, Tadschikistan, Usbekistan und in Xinjiang vor.[1]
- Caragana aegacanthoides (Parker) L.B.Chaudhary & S.K.Srivast. (Syn.: Caragana sajaensis C.C.Ni): Sie kommt im nördlichen Indien und im südlichen Tibet vor.[1]
- Caragana afghanica Kitam.: Sie kommt in Afghanistan vor.[11]
- Caragana alaica Pojark.: Sie kommt in Zentralasien vor.[11]
- Caragana alaschanica Grubov: Sie kommt in der Mongolei vor.[3][11]
- Caragana alexeenkoi Kamelin: Sie kommt in Tadschikistan vor.[11]
- Caragana aliensis Y.Z.Zhao: Dieser Endemit gedeiht auf Hügeln nur in Zanda in Tibet vor.[1]
- Caragana altaica (Kom.) Pojark. (Syn.: Caragana pygmaea subsp. austrotuvinica Bondareva, Caragana pygmaea var. parviflora H.C.Fu): Sie kommt in der Mongolei und im nördlichen Xinjiang vor.[1]
- Caragana ambigua Stocks: Sie kommt in Pakistan in Baluchistan sowie Waziristan vor.[2]
- Gemeiner Erbsenstrauch oder Gewöhnlicher Erbsenstrauch[12] (Caragana arborescens Lam.): Er kommt in Kasachstan, Sibirien, in der Mongolei, Xinjiang und Heilongjiang vor.[1][3]
- Orangeblütiger Erbsenstrauch[12] (Caragana aurantiaca Koehne): Er ist in Südwestasien, Usbekistan, Kasachstan, Afghanistan, Pakistan und Xinjiang verbreitet.[1][2]
- Caragana balchaschensis (Kom.) Pojark.: Sie kommt in Kasachstan und im europäischen Russland vor.[11]
- Caragana beefensis S.N.Biswas: Sie kommt in Indien vor.[11]
- Caragana bicolor Kom.: Sie gedeiht in Höhenlagen von 2400 bis 3600 Metern im östlichen Tibet und im westlichen Sichuan sowie nordwestlichen Yunnan.[1]
- Caragana boisii C.K.Schneid.: Sie gedeiht in Höhenlagen von 2200 bis 3200 Metern in den chinesischen Provinzen südliches Gansu, im südlichen Shaanxi sowie Sichuan.[1]
- Caragana bongardiana (Fisch. & C.A.Mey.) Pojark.: Sie kommt in Kasachstan vor.[11]
- Caragana brachyantha Rech. f.: Dieser Endemit kommt nur im pakistanischen Baluchistan vor.[2]
- Caragana brachypoda Pojark.: Sie kommt in der südlichen Mongolei, in der Inneren Mongolei und in den chinesischen Provinzen Gansu, Ningxia sowie Shaanxi vor.[1][3]
- Caragana brevifolia Kom.: Sie ist im nördlichen Indien, in Kaschmir, Pakistan, im südöstlichen Tibet und in den chinesischen Provinzen Gansu, Ningxia, Qinghai, westliches Sichuan sowie nordwestliches Yunnan verbreitet.[1][2]
- Caragana brevispina Benth. (Syn.: Caragana triflora Lindl.): Es gibt etwa drei Varietäten:[2][13]
  - Caragana brevispina Benth. subsp. brevispina: Sie gedeiht in Höhenlagen von 2400 bis 3200 Metern im Himalaja von Kaschmir bis zum zentralen Nepal.[13]
  - Caragana brevispina var. catenata (Kom.) Ali (Syn.: Caragana catenata Kom.): Sie kommt in Afghanistan und in Pakistan nur im Kurram-Tal vor.[2]
  - Caragana brevispina subsp. tenzingii Vass.: Sie kommt nur in Nepal vor.[13]
- Caragana bungei Ledeb.: Sie kommt in der Mongolei und im asiatischen Russland vor.[3][11]
- Caragana buriatica Peschkova: Sie kommt in der Mongolei und im asiatischen Russland vor.[11]
- Caragana camilloi-schneideri Kom.: Sie kommt in Kirgisistan und in Xinjiang vor.[1]
- Caragana campanulata Vassilcz.: Sie kommt in einer Höhenlage von etwa 3500 Metern nur im zentralen Nepal.[11][13]
- Caragana changduensis Y.X.Liou: Sie gedeiht in Höhenlagen von 3100 bis 4300 Metern in Tibet und in den chinesischen Provinzen südliches Qinghai sowie nordwestliches Sichuan.[1]
- Caragana chinghaiensis Y.X.Liou: Sie gedeiht in Höhenlagen von 2600 bis 4199 Metern in den chinesischen Provinzen Gansu, Qinghai und Sichuan.[1]
- Caragana chumbica Prain (Syn.: Caragana alpina Y.X.Liou): Sie kommt im östlichen Himalaja in Sikkim, Nepal und südlichen Tibet vor.[1][13]
- Caragana cinerea (Kom.) N.S.Pavlova: Dieser Endemit kommt nur in der östlichen Mongolei vor.[3][11]
- Caragana conferta Baker: Dieser Endemit kommt nur in Kaschmir vor.[2]
- Caragana crassipina C.Marquand: Sie kommt in Nepal und im südöstlichen Tibet.[1][13]
- Caragana cuneatoalata Y.X.Liou: Sie ist nur vom Typusexemplar, das in einer Höhenlage von etwa 4700 Metern in Tibet gesammelt wurde, bekannt.[1]
- Caragana dasyphylla Pojark.: Sie gedeiht in Tälern, an Ufern von Fließgewässern und an Hängen in Höhenlagen von 1200 bis 2800 Metern in Xinjiang.[1]
- Caragana decorticans Hemsl.: Sie kommt im östlichen Afghanistan, im Pamir Alai und in pakistanischen Kurram-Tal sowie Chitral.[2]
- Caragana densa Kom.: Sie gedeiht in Höhenlagen von 1700 bis 4000 Metern in den chinesischen Provinzen Gansu, Qinghai, westliches Sichuan, Xinjiang sowie nordwestliches Yunnan.[1]
- Caragana erinacea Kom.: Sie gedeiht in Höhenlagen von 2000 bis 4600 Metern in Tibet und in den chinesischen Provinzen Gansu, Ningxia, Qinghai, im westlichen Sichuan sowie nordwestliches Yunnan.[1]
- Caragana franchetiana Kom.: Sie gedeiht in Höhenlagen von 2800 bis 4000 Metern in Tibet und in den chinesischen Provinzen südwestliches bis westliches Sichuan sowie nördliches bis nordwestlichen Yunnan.[1]
- Busch-Erbsenstrauch[12] oder Russischer Erbsenstrauch[12] (Caragana frutex (L.) K.Koch): Er kommt in Osteuropa, Russland, Kasachstan, Xinjiang und in der Mongolei vor.[1][3]
- Caragana fruticosa (Pall.) Besser: Sie kommt im östlichen Russland, in Heilongjiang und in Korea vor.[1]
- Caragana gerardiana Benth. (Syn.: Caragana pulcherrima BVass., Caragana rossii BVass., Caragana spinosissima Benth.): Sie kommt in Südwestasien, Afghanistan, Pakistan, im nordwestlichen Indien, Kaschmir, Nepal, im südlichen Qinghai und im westlichen Tibet vor.[1][2][13]
- Caragana gobica Sanchir: Sie kommt in der Mongolei und im asiatischen Russland vor.[3][11]
- Caragana grandiflora (M.Bieb.) DC.: Sie kommt im europäischen und asiatischen Russland, in Zentralasien, im Kaukasusraum, in der Ukraine, in Moldawien und in der Türkei vor.[11]
- Mähnen-Erbsenstrauch[12] (Caragana jubata (Pall.) Poir.): Es gibt etwa vier Varietäten:[1]
  - Caragana jubata var. biaurita Y.X.Liou: Sie gedeiht an Hängen in Höhenlagen von 3000 bis 4700 Metern in der Inneren Mongolei und in den chinesischen Provinzen Hebei (nur in Zhuolu), Ningxia, Qinghai sowie im südlichen Xinjiang.[1]
  - Caragana jubata var. czetyrkininii (Sanchir) Y.X.Liou (Syn.: Caragana czetyrkininii Sanchir, Caragana forrestii Sanchir): Sie gedeiht an Hängen in Höhenlagen von 3800 bis 4400 Metern in Tibet und Qinghai sowie nordwestlichen Yunnan.[1]
  - Caragana jubata (Pall.) Poir. var. jubata: Sie kommt in Bhutan, Sikkim, Nepal, im östlichen Russland, in der Mongolei, im westlichen Teil der Inneren Mongolei, in Tibet und in den chinesischen Provinzen Gansu, Hebei, Ningxia, Qinghai, nördliches Shaanxi, Shanxi, Sichuan, Xinjiang sowie nördliches Yunnan vor.[1][3][13]
  - Caragana jubata var. recurva Y.X.Liou: Sie gedeiht an Hängen in Höhenlagen von 2700 bis 4600 Metern im östlichen Tibet und  in den chinesischen Provinzen Gansu, Ningxia, Qinghai sowie westliches Sichuan.[1]
- Caragana kansuensis Pojark.: Sie gedeiht auf Hügeln und Lößhügeln in Höhenlagen von 900 bis 1900 Metern in den chinesischen Provinzen östliches Gansu sowie Ningxia vor.[1]
- Caragana kirghisorum Pojark.: Sie kommt in Xinjiang, Kasachstan und Kirgisistan vor.[1]
- Caragana korshinskii Kom.: Sie kommt in der Mongolei, in der Inneren Mongolei und in den chinesischen Provinzen Ningxia, Qinghai, westliches Shanxi, Gansu sowie Xinjiang vor.[1][3]
- Caragana kozlowii Kom.: Sie gedeiht in Höhenlagen von 3100 bis 4300 Metern im südlichen Qinghai und im östlichen Tibet vor.[1]
- Caragana laeta Kom.: Sie kommt in Xinjiang, Kasachstan und Kirgisistan vor.[1]
- Caragana leiocalycina (Hub.-Mor.) Hub.-Mor.: Sie kommt in der Türkei vor.
- Caragana leucophloea Pojark.: Sie kommt Kasachstan, in der Mongolei, in der Inneren Mongolei und in den chinesischen Provinzen Gansu sowie Xinjiang vor.[1][3]
- Caragana leucospina Kom.: Sie kommt in Xinjiang und in Kirgisistan vor.[1]
- Caragana leveillei Kom. (Syn.: Caragana sinica var. longipedunculata C.W.Chang): Sie gedeiht auf Hügeln in Höhenlagen von 500 bis 1300 Metern in den chinesischen Provinzen Hebei, Henan, Shaanxi, Shandong sowie Shanxi vor.[1]
- Caragana limprichtii Harms: Sie kommt in Nepal vor.[11][13]
- Caragana liouana ZhaoY.Chang & Yakovlev (Syn.: Caragana korshinskii var. ordosica Yakovlev non Caragana ordosica Y.Z.Zhao, ZongY.Zhu & L.Q.Zhao): Dieser Name ersetzt seit 2010 das Synonym. Sie kommt in der Inneren Mongolei und in den chinesischen Provinzen Gansu, Hebei, Ningxia, Shaanxi sowie Shanxi vor.[1]
- Caragana litwinowii Kom.: Dieser Endemit gedeiht an Hängen in Höhenlagen von etwa 500 Metern nur im Jinxian in Liaoning.[1]
- Caragana maimanensis Rech. f.: Sie kommt in Afghanistan vor.[11]
- Caragana manshurica Kom.: Sie kommt im östlichen Russland, in Korea, in der Inneren Mongolei und in den chinesischen Provinzen Hebei, Heilongjiang, Jilin, Liaoning, sowie Shanxi vor.[1]
- Kleinblättriger Erbsenstrauch[12] (Caragana microphylla Lam., Syn.: Caragana buriatica Peschk.): Sie kommt in Sibirien, in der Mongolei, in der Inneren Mongolei und in den chinesischen Provinzen Jilin sowie Liaoning vor.[1][3]
- Caragana opulens Kom.: Sie gedeiht in Höhenlagen von 1200 bis 4700 Metern in Tibet, in der Inneren Mongolei und in den chinesischen Provinzen Gansu, Ningxia, Qinghai, Shaanxi, Shanxi sowie westliches Sichuan.[1]
- Caragana pekinensis Kom. (Syn.: Caragana hopeiensis Yakovlev, Caragana zahlbruckneri var. pekinensis (Kom.) Yakovlev, Caragana zahlbruckneri var. pilosa Yakovlev): Sie gedeiht an Hängen und auf Lößhügeln in Höhenlagen von 400 bis 1000 Metern in den chinesischen Provinzen Hebei sowie nördliches Shanxi vor.[1]
- Caragana pleiophylla (Regel) Pojark.: Sie kommt in Xinjiang, Kasachstan, Kirgisistan und Usbekistan vor.[1]
- Caragana polourensis Franch.: Sie gedeiht auf Hügeln und in Ebenen in Höhenlagen von 1700 bis 3200 Metern in den chinesischen Provinzen zentrales Gansu sowie südliches Xinjiang.[1]
- Caragana polyacantha Royle: Sie kommt in Indien und in Nepal (Kumaun) vor.[11][13]
- Caragana pruinosa Kom.: Sie kommt in Kasachstan, Kirgisistan und in Xinjiang vor.[1]
- Caragana przewalskii Pojark.: Sie kommt nur in Qinghai vor.[11] (in der Flora of China 2010 kein akzeptiertes Taxon)
- Caragana pumila Pojark.: Sie kommt in Kasachstan und in Xinjiang vor.[1]
- Caragana purdomii Rehder: Sie gedeiht an sonnigen Hängen und auf Lößhügeln in Höhenlagen von 700 bis 1700 Metern in den chinesischen Provinzen nördliches Shaanxi sowie westliches Shanxi.[1]
- Zwerg-Erbsenstrauch[12] (Caragana pygmaea (L.) DC.): Es gibt etwa drei Varietäten:[1]
  - Caragana pygmaea var. angustissima C.K.Schneider: Sie gedeiht an sandigen Standorten in Höhenlagen von 900 bis 1300 Metern nur in der Inneren Mongolei.[1]
  - Caragana pygmaea var. parviflora H.C.Fu: Sie gedeiht an steinigen Hängen und an hügelichen Standorten zwischen Felsen nur in der Inneren Mongolei.[1]
  - Caragana pygmaea (L.) DC. var. pygmaea: Sie kommt im östlichen Russland, in der Mongolei, in der Inneren Mongolei und Xinjiang vor.[1][3]
- Caragana qingheensis ZhaoY.Chang, L.R.Xu & F.C.Shi: Dieser Endemit gedeiht an felsigen Berghängen in Höhenlagen von etwa 1300 Metern nur in Qinggil (auch Qinghe genannt) in Xinjiang. vor.[1]
- Caragana roborovskyi Kom.: Sie kommt in der westlichen Inneren Mongolei und in den chinesischen Provinzen Gansu, Ningxia, östliches Qinghai sowie Xinjiang vor.[1]
- Caragana rosea Maxim.: Sie gedeiht in Höhenlagen von 200 bis 2100 Metern in der Inneren Mongolei und in den chinesischen Provinzen Anhui, südliches Gansu, Hebei, Heilongjiang, Henan, Jilin, Liaoning, Shaanxi, Shandong, Shanxi sowie nördliches Sichuan.[1]
- Caragana scythica (Kom.) Pojark.: Sie kommt in Moldawien, im europäischen Russland und in der Ukraine vor.[11]
- Caragana shensiensis C.W.Chang: Sie gedeiht an Ufern von Fließgewässern in Höhenlagen von 400 bis 900 Metern in den chinesischen Provinzen Gansu sowie Shaanxi.[1]
- Chinesischer Erbsenstrauch[12] (Caragana sinica (Buc'hoz) Rehder): Er ist in Korea und in den chinesischen Provinzen Anhui, Fujian, südliches Gansu, Guangxi, Guizhou, Hebei, Henan, Hubei, Hunan, Jiangsu, Jiangxi, Liaoning, Shaanxi, Shandong, Sichuan, Yunnan sowie Zhejiang verbreitet und wird in Japan kultiviert und ist dort verwildert.[1]
- Caragana soongorica Grubov: Sie gedeiht in Höhenlagen von 900 bis 1800 Metern in Xinjiang.[1]
- Caragana spinifera Kom.: Sie kommt in Indien, Sikkim, Tibet und Qinghai vor.[11] (in der Flora of China 2010 kein akzeptiertes Taxon)
- Dorniger Erbsenstrauch[12] (Caragana spinosa (L.) DC.): Er kommt in Kasachstan, in der Mongolei, in Sibirien und in Xinjiang vor.[1][3]
- Caragana stenophylla Pojark.: Sie kommt im östlichen Russland, in der Mongolei, in der Inneren Mongolei und in den chinesischen Provinzen Gansu, Hebei, Heilongjiang, Jilin, Liaoning, Ningxia, östlichen Qinghai, Shaanxi sowie nördlichen Shanxi vor.[1][3]
- Caragana stipitata Kom.: Sie gedeiht an Hängen, in Tälern und an strauchigen Waldrändern in Höhenlagen von 1000 bis 2100 Metern in den chinesischen Provinzen östliches Gansu, westliches Henan, Shaanxi sowie südliches Shanxi.[1]
- Caragana sukiensis C.K.Schneid. (Syn.: Caragana hoplites Dunn, Caragana nepalensis Kitam.): Sie kommt in der indischen Region Garhwal, in Nepal und im westliches Bhutan vor.[11][13]
- Caragana tangutica Kom.: Sie gedeiht in Höhenlagen von 2000 bis 4000 Metern in den chinesischen Provinzen Gansu, südliches Ningxia, Qinghai sowie westliches Sichuan.[1]
- Caragana tekesiensis Y.Z.Zhao & D.W.Zhou: Sie gedeiht an trockenen Hängen in Höhenlagen von 1200 bis 2000 Metern nur in Tekes sowie Zhaosu in Xinjiang.[1]
- Caragana tibetica Kom.: Sie kommt in der Mongolei, in der Inneren Mongolei, in Tibet und in den chinesischen Provinzen Gansu, Ningxia, Qinghai, nördliches Shaanxi sowie westliches Sichuan vor.[1][3]
- Caragana tragacanthoides (Pall.) Poir.: Es gibt etwa zwei Varietäten:[2][13]
  - Caragana tragacanthoides var. himalaica Poir.: Sie kommt in Kaschmir sowie zentralen Nepal vor.[2][13]
  - Caragana tragacanthoides (Pall.) Poir. var. tragacanthoides: Sie kommt in Russland, in Kasachstan, in der Mongolei und in Xinjiang vor.[1]
- Caragana turfanensis (Krasn.) Kom.: Sie gedeiht an mehr oder weniger steilen Hängen und Terrassen in Höhenlagen von 1300 bis 2100 Metern nur in Xinjiang vor.[1]
- Caragana turkestanica Kom.: Sie kommt in Kirgisistan und in Xinjiang vor.[1]
- Caragana ulicina Stocks: Sie kommt in Pakistan vor.[2]
- Caragana ussuriensis (Regel) Pojark.: Sie kommt im südöstlichen Heilongjiang und in Russlands fernem Osten vor.[1]
- Caragana versicolor Benth.: Sie ist in Südwestasien, Afghanistan, Pakistan, im nordwestlichen Indien, in Kaschmir, im westlichen Nepal, in Tibet und in den chinesischen Provinzen Qinghai sowie westliches Sichuan verbreitet.[1][2][13]
- Caragana zahlbruckneri R.C.Schneid.: Sie gedeiht auf Hängen im Gebüsche in Höhenlagen von 500 bis 1900 Metern in den chinesischen Provinzen nördliches Hebei, südliches Heilongjiang sowie nordwestliches Shanxi.[1]

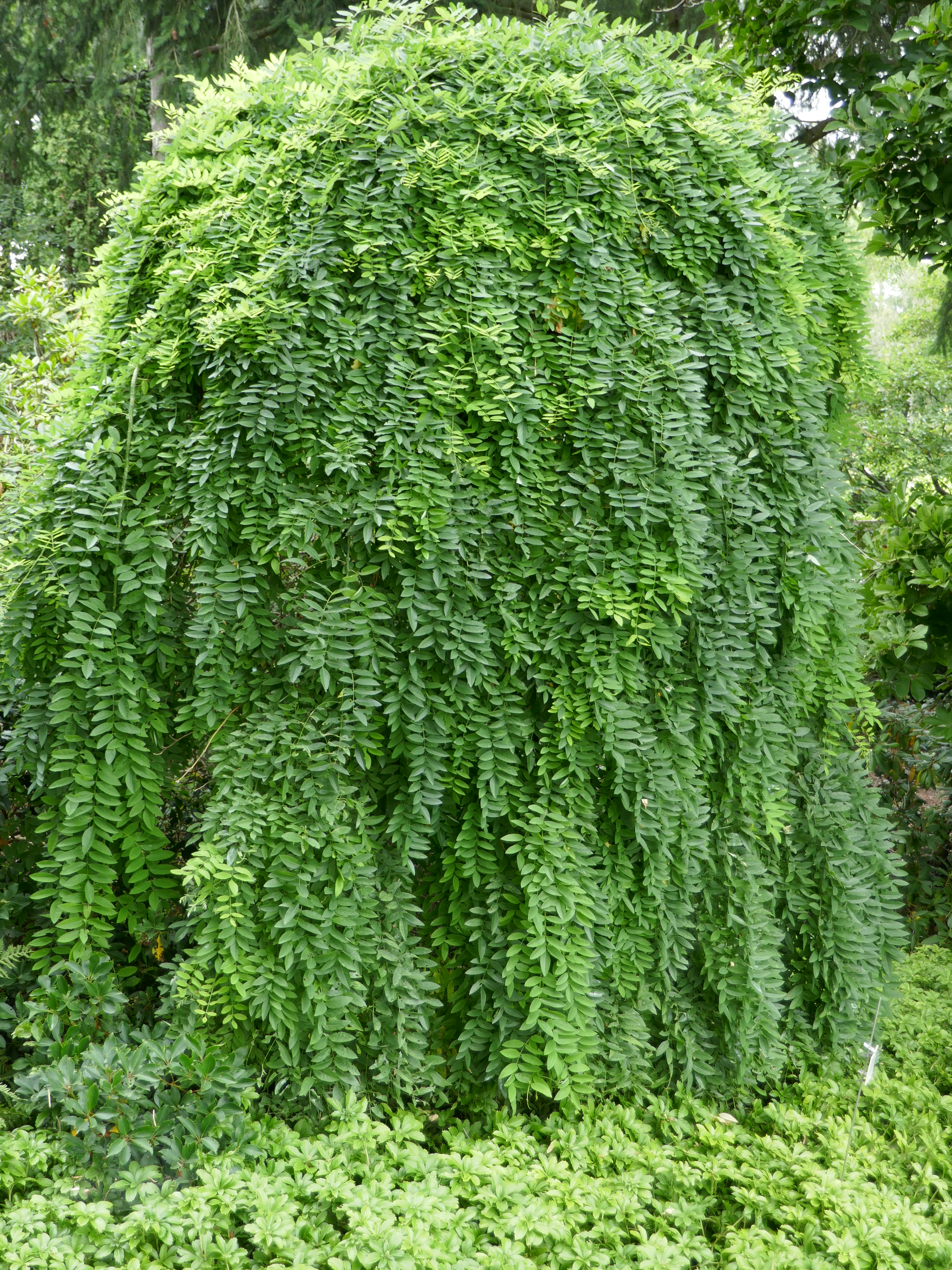
Die Sorte Caragana arborescens ‘Pendula’

## Nutzung
Einige Arten werden genutzt.
Einige Arten werden in China zum Beispiel zur Sanddünenbefestigung angepflanzt.
Wenige Arten und ihre Sorten werden als Zierpflanzen in Parks und Gärten verwendet.
Es gibt in gärtnerischer Kultur entstandene Hybriden:
- Caragana ×prestonae (Syn.: Caragana prestoniae R.J.Moore)
- Caragana ×sophorifolia (Syn.: Caragana sophorifolia Tausch): Sie ist aus Caragana arborescens und Caragana microphylla entstanden.

Mehr als zehn Caragana-Arten werden in der traditionellen chinesischen Medizin und in der Medizin der Mongolen sowie Tibeter genutzt. Die medizinischen Wirkungen von Caragana arborescens wurden untersucht.
Von Caragana arborescens und Caragana fruticosa werden die, hauptsächlich gegarten, Samen und die gegarten Hülsenfrüchte gegessen. Die Blüten von Caragana sinica werden roh und gegart gegessen. Wenn es gar nichts mehr anderes als Nahrung gibt werden die unterirdischen Pflanzenteile von Caragana pygmaea gegart gegessen. Aus den Samen von Caragana arborescens und Caragana fruticosa kann Öl gewonnen werden.

## Nachweise

## Weiterführende Literatur
- Ming-Li Zhang: A Dispersal and Vicariance Analysis of the Genus Caragana Fabr. In: Journal of Integrative Plant Biology, Volume 47, Issue 8, 2005, S. 897–904. doi:10.1111/j.1744-7909.2005.00118.x
- Mingli Zhang, Peter W. Fritsch: Evolutionary response of Caragana (Fabaceae) to Qinghai–Tibetan Plateau uplift and Asian interior aridification. In: Plant Systematics and Evolution Volume 288, Issue 3–4, 2010, S. 191–199, doi:10.1007/s00606-010-0324-z
- Shabir Rather, Wang Shu, Mayank Dwivedi, Chang Yang: Molecular phylogeny and systematic evaluation of the Caragana opulens species complex (Fabaceae, Papilionoideae) based on the molecular and morphological data. In: Phytotaxa, Volume 478, Issue 2, Januar 2021, S. 179–200. doi:10.11646/phytotaxa.478.2.1 online.
- Ekaterina Solomonova, Nikolay Trusov, Tatiana Nozdrina, Nikolay Kuvshinchikov: Prospects for the use of Caragana fruits (Caragana arborescens and C. frutex) as alternative raw materials for the food industry. In: BIO Web Conferences, Volume 38, Oktober 2021: Northern Asia Plant Diversity: Current Trends in Research and Conservation 2021. doi:10.1051/bioconf/20213800123

- Karte mit allen verlinkten Seiten:
- OSM |
- WikiMap